# 萨里莎
萨里莎是一位印度女演员，曾演了150多部电影，并为200多部泰米尔语、马拉雅拉姆语、卡纳达语和泰卢固语电影中的角色配音，其中就包括為塔布、 苏丝米塔·森扮演的角色配音。 她曾获得六项印度電影觀眾獎。